# Olympische Sommerspiele 1996/Teilnehmer (Indien)
| Gelbes Symbol für Goldmedaillen mit stilisierten Olympischen Ringen | Graues Symbol für Silbermedaillen mit stilisierten Olympischen Ringen | Braundes Symbol für Bronzemedaillen mit stilisierten Olympischen Ringen |
| ------------------------------------------------------------------- | --------------------------------------------------------------------- | ----------------------------------------------------------------------- |
| —                                                                   | —                                                                     | 1                                                                       |

Indien nahm an den Olympischen Sommerspielen 1996 in Atlanta, USA, mit einer Delegation von 49 Sportlern (40 Männer und neun Frauen) teil.

## Medaillengewinner
Mit einer gewonnenen Bronzemedaille belegte das indische Team Platz 71 im Medaillenspiegel.

### Bronze
- Leander Paes: Tennis, Herren-Einzel

## Teilnehmer nach Sportarten

### Badminton
- Dipankar Bhattacharjee
Einzel: 17. Platz
- P. V. V. Lakshmi
Frauen, Einzel: 17. Platz

### Bogenschießen
- Changte Lalremsaga
Einzel: 25. Platz
Mannschaft: 14. Platz
- Skalzang Dorje
Einzel: 47. Platz
Mannschaft: 14. Platz
- Limba Ram
Einzel: 63. Platz
Mannschaft: 14. Platz

### Boxen
- Debendra Thapa
Halbfliegengewicht: 17. Platz
- Gurcharan Singh
Halbschwergewicht: 17. Platz

### Gewichtheben
- Badathala Adisekhar
Fliegengewicht: 18. Platz
- Raghavan Chanderasekaran
Bantamgewicht: 11. Platz
- Sandeep Kumar
Federgewicht: 33. Platz
- Samsudeen Kabeer
Leichtgewicht: 23. Platz
- Satheesha Rai
Mittelgewicht: 15. Platz
- Lakha Singh
Schwergewicht: 17. Platz

### Hockey
- Herrenteam
8. Platz
- Kader
Subbaiah Anjaparavanda
Harpreet Singh
Riaz Nabi Muhammad
Sanjeev Kumar
Baljit Singh Saini
Sabu Varkey
Mukesh Kumar Nandanoori
Rahul Singh
Dhanraj Pillay
Pargat Singh
Baljit Singh Dhillon
Alloysius Edwards
Anil Alexander Aldrin
Gavin Ferreira
Ramandeep Singh Grewal
Dilip Kumar Tirkey

### Judo
- Narinder Singh
Extraleichtgewicht: 21. Platz
- Najib Aga
Halbleichtgewicht: 13. Platz
- Sunith Thakur
Frauen, Halbleichtgewicht: 14. Platz
- Shah Kohli
Frauen, Schwergewicht: 13. Platz

### Leichtathletik
- Bahadur Prasad
1500 Meter: Vorläufe
- Shakti Singh
Diskuswurf: 30. Platz in der Qualifikation
- Kalayathumkuzhi Beenamol
Frauen, 4 × 100 Meter: Vorläufe
- Rosa Kutty Kunnath
Frauen, 4 × 100 Meter: Vorläufe
- Jyotirmoyee Sikdar
Frauen, 4 × 100 Meter: Vorläufe
- Shiny Abraham-Wilson
Frauen, 4 × 100 Meter: Vorläufe

### Reiten
- Indrajit Lamba
Vielseitigkeit, Einzel: ausgeschieden

### Ringen
- Pappu Jadav
Fliegengewicht, griechisch-römisch: 17. Platz

### Schießen
- Jaspal Rana
Luftpistole: 29. Platz
Freie Scheibenpistole: 45. Platz
- Mansher Singh
Trap: 31. Platz

### Schwimmen
- Sebastian Xavier
50 Meter Freistil: 49. Platz
- Sangeeta Puri
Frauen, 50 Meter Freistil: 48. Platz

### Tennis
- Leander Paes
Einzel: Bronze 
Doppel: 9. Platz
- Mahesh Bhupathi
Doppel: 9. Platz

### Tischtennis
- Chetan Baboor
Einzel: 49. Platz
- Ambika Radhika
Frauen, Einzel: 49. Platz